# Gualdino Alfredo Lobo de Gouveia Valadares
Gualdino Alfredo Lobo de Gouveia Valadares (? — ?) foi um alto funcionário e político que, entre outras funções, exerceu os cargos de secretário-geral (de 21 de Agosto de 1872 a Março de 1873) e governador civil substituto (27 de Novembro de 1874 a 21 de Abril de 1876) do Distrito de Angra do Heroísmo, de governador civil do Distrito de Faro (de 24 de Fevereiro de 1880 a 30 de Março de 1881) e de governador civil do Distrito de Ponta Delgada (de 30 de Setembro de 1878 a 19 de Junho de 1879 e de 30 de Março de 1881 a 1 de Julho de 1886).